# Toundra d'altitude et taïga de l'Oural
Localisation
Le toundra d'altitude et taïga de l'Oural forment une écorégion terrestre définie par le Fonds mondial pour la nature (WWF), qui appartient au biome des forêts boréales et taïga de l'écozone paléarctique. Elle recouvre la chaîne de l'Oural  en Russie et constitue un mêle des espèces animales tant européennes qu'asiatiques ainsi que la végétation de la taïga et de la toundra. Ces caractéristiques l'on fait inclure dans la liste « Global 200 » des écosystèmes les plus représentatifs au niveau biologique sous le nom de « taïga des monts Oural ».